# Discipline (album của Janet Jackson)
Discipline là album phòng thu thứ mười của ca sĩ người Mỹ Janet Jackson, phát hành ngày 22 tháng 2 năm 2008 bởi Island Records. Đây là album đầu tiên và duy nhất của Jackson ra mắt bởi hãng đĩa, sau khi kết thúc mối quan hệ hợp tác thu âm kéo dài 13 năm với Virgin Records. Được đồng điều hành sản xuất bởi nữ ca sĩ với chủ tịch lúc bấy giờ của Island Urban Jermaine Dupri, cô hợp tác với nhiều nhà sản xuất khác nhau, như Darkchild, Ne-Yo, Shea Taylor, Stargate, Johntá Austin,  Jermaine Dupri, Tricky Stewart và The-Dream. Tuy nhiên, đây lại là đĩa nhạc đầu tiên kể từ Dream Street (1984) mà không có sự tham gia sản xuất từ Jimmy Jam and Terry Lewis, bộ đôi cộng tác viên lâu năm của Jackson. Discipline là một bản thu âm pop, electronic và R&B kết hợp với những âm hưởng từ house và hip hop, trong đó nữ ca sĩ tương tác với một người máy DJ hư cấu mang tên Kyoko xuyên suốt album. Tiêu để của đĩa nhạc mang ý nghĩa như một sự cam kết, tập trung và cống hiến của nữ ca sĩ đối với sự nghiệp.
Nội dung ca từ của Discipline đề cập đến chủ nghĩa cuồng dâm và khổ dâm, bên cạnh chủ đề về tình yêu và những mối quan hệ. Sau khi phát hành, album đa phần nhận được những phản ứng tích cực từ các nhà phê bình âm nhạc, trong đó họ gọi đây là sự cải thiện đáng kể so với hai đĩa nhạc trước Damita Jo (2004) và 20 Y.O. (2006). Discipline cũng gặt hái những thành công tương đối về mặt thương mại khi lọt vào top 10 tại Canada, Nhật Bản và Thụy Sĩ, nhưng chỉ lọt vào top 40 ở một số quốc gia khác. Album ra mắt ở vị trí số một trên bảng xếp hạng Billboard 200 với 181,000 bản, trở thành album quán quân thứ sáu của nữ ca sĩ và là đĩa nhạc đầu tiên của cô kể từ All for You (2001) nắm giữ ngôi vị đầu bảng. Ngoài ra, Discipline cũng giúp Jackson lọt vào danh sách những nghệ sĩ nữ có nhiều album đứng đầu nhất lúc bấy giờ tại Hoa Kỳ, ngang bằng thành tích với Madonna và chỉ đứng sau Barbra Streisand. Tuy nhiên, doanh số tiêu thụ album nhanh chóng giảm và hoạt động quảng bá chính thức kết thúc vào tháng 6.
Bốn đĩa đơn đã được phát hành từ Discipline. "Feedback" được chọn làm đĩa đơn mở đường và lọt vào top 20 ở một số quốc gia, đồng thời đạt vị trí thứ 19 trên bảng xếp hạng Billboard Hot 100, trở thành đĩa đơn đạt thứ hạng cao nhất của Jackson kể từ năm 2001. Tuy nhiên, những đĩa đơn còn lại "Rock with U", "Luv" và "Can't B Good" chỉ đạt được những thành công ít ỏi trên toàn cầu. Để quảng bá album, nữ ca sĩ xuất hiện và trình diễn trên nhiều chương trình truyền hình và lễ trao giải lớn, như Good Morning America, The Ellen DeGeneres Show và Total Request Live, đánh dấu lần đầu tiên cô xuất hiện trên MTV sau nhiều năm bị đưa vào danh sách đen do sự cố trong chương trình giữa hiệp Super Bowl năm 2004. Ngoài ra, Jackson cũng thực hiện chuyến lưu diễn Rock Witchu Tour với 16 đêm diễn tại Hoa Kỳ và Canada. Sau đó, cô quyết định chia tay với Island Records và bày tỏ sự không hài lòng với hãng đĩa, do những bất đồng về định hướng phát triển album và chiến lược hỗ trợ quảng bá kém hiệu quả.

## Danh sách bài hát
| Discipline – Phiên bản tiêu chuẩn | Discipline – Phiên bản tiêu chuẩn   | Discipline – Phiên bản tiêu chuẩn                                       | Discipline – Phiên bản tiêu chuẩn | Discipline – Phiên bản tiêu chuẩn |
| STT                               | Nhan đề                             | Sáng tác                                                                | Sản xuất                          | Thời lượng                        |
| --------------------------------- | ----------------------------------- | ----------------------------------------------------------------------- | --------------------------------- | --------------------------------- |
| 1.                                | "I.D."                              | Rodney Jerkins Dernst Emile                                             | Darkchild D'Mile                  | 0:48                              |
| 2.                                | "Feedback"                          | Jerkins Emile Tasleema Yasin LaShawn Daniels                            | Darkchild D'Mile                  | 3:38                              |
| 3.                                | "Luv"                               | Jerkins Emile Yasin Daniels                                             | Darkchild D'Mile                  | 3:10                              |
| 4.                                | "Spinnin"                           | Jerkins                                                                 | Darkchild                         | 0:08                              |
| 5.                                | "Rollercoaster"                     | Jerkins Theron Thomas Timothy Thomas                                    | Darkchild                         | 3:51                              |
| 6.                                | "Bathroom Break"                    | Jerkins                                                                 | Darkchild                         | 0:40                              |
| 7.                                | "Rock with U"                       | Shaffer Smith Jermaine Dupri Eric Stamile                               | Dupri Stamile [a]                 | 3:51                              |
| 8.                                | "2nite"                             | Phillip "Taj" Jackson Mikkel S. Eriksen Tor Erik Hermansen              | Stargate                          | 4:09                              |
| 9.                                | "Can't B Good"                      | Smith David Gough                                                       | Gough Ne-Yo [a]                   | 4:13                              |
| 10.                               | "4 Words"                           | Jerkins Janet Jackson                                                   | Darkchild J. Jackson              | 0:11                              |
| 11.                               | "Never Letchu Go"                   | Dupri Johntá Austin Manuel Seal, Jr.                                    | Dupri Seal [a]                    | 4:07                              |
| 12.                               | "Truth or Dare"                     | Jerkins Emile Daniels Delisha Thomas                                    | Darkchild D'Mile                  | 0:24                              |
| 13.                               | "Greatest X"                        | Christopher Stewart Terius Nash                                         | Stewart Nash                      | 4:23                              |
| 14.                               | "Good Morning Janet"                | Jerkins                                                                 | Darkchild                         | 0:44                              |
| 15.                               | "So Much Betta"                     | Dupri Crystal Johnson Seal Thomas Bangalter Guy-Manuel de Homem-Christo | Dupri Seal [a]                    | 2:53                              |
| 16.                               | "Play Selection"                    | Jerkins                                                                 | Darkchild                         | 0:17                              |
| 17.                               | "The 1" (hợp tác với Missy Elliott) | Dupri Johnson Seal Melissa Elliott                                      | Dupri Seal [a]                    | 3:41                              |
| 18.                               | "What's Ur Name"                    | Dupri Johnson Seal                                                      | Dupri Seal [a]                    | 2:34                              |
| 19.                               | "The Meaning"                       | Jerkins Emile Daniels D. Thomas                                         | Darkchild D'Mile                  | 1:16                              |
| 20.                               | "Discipline"                        | Smith Shea Taylor                                                       | Taylor Ne-Yo [a]                  | 5:00                              |
| 21.                               | "Back"                              | Jerkins                                                                 | Darkchild                         | 0:18                              |
| 22.                               | "Curtains"                          | Jerkins Eric Dawson Daniels Antonio Dixon                               | Darkchild                         | 3:50                              |
| Tổng thời lượng:                  | Tổng thời lượng:                    | Tổng thời lượng:                                                        | Tổng thời lượng:                  | 53:55                             |

| Discipline – Phiên bản tại Vương quốc Anh (bản nhạc bổ sung) | Discipline – Phiên bản tại Vương quốc Anh (bản nhạc bổ sung) | Discipline – Phiên bản tại Vương quốc Anh (bản nhạc bổ sung) | Discipline – Phiên bản tại Vương quốc Anh (bản nhạc bổ sung) | Discipline – Phiên bản tại Vương quốc Anh (bản nhạc bổ sung) |
| STT                                                          | Nhan đề                                                      | Sáng tác                                                     | Sản xuất                                                     | Thời lượng                                                   |
| ------------------------------------------------------------ | ------------------------------------------------------------ | ------------------------------------------------------------ | ------------------------------------------------------------ | ------------------------------------------------------------ |
| 23.                                                          | "Let Me Know"                                                | Charles Harmon Smith                                         | Chuck Harmony Ne-Yo [a]                                      | 3:47                                                         |
| Tổng thời lượng:                                             | Tổng thời lượng:                                             | Tổng thời lượng:                                             | Tổng thời lượng:                                             | 57:42                                                        |

| Discipline – Phiên bản tại Nhật Bản và cao cấp nhạc số năm 2023 (bản nhạc bổ sung) | Discipline – Phiên bản tại Nhật Bản và cao cấp nhạc số năm 2023 (bản nhạc bổ sung) | Discipline – Phiên bản tại Nhật Bản và cao cấp nhạc số năm 2023 (bản nhạc bổ sung) | Discipline – Phiên bản tại Nhật Bản và cao cấp nhạc số năm 2023 (bản nhạc bổ sung) | Discipline – Phiên bản tại Nhật Bản và cao cấp nhạc số năm 2023 (bản nhạc bổ sung) |
| STT                                                                                | Nhan đề                                                                            | Sáng tác                                                                           | Sản xuất                                                                           | Thời lượng                                                                         |
| ---------------------------------------------------------------------------------- | ---------------------------------------------------------------------------------- | ---------------------------------------------------------------------------------- | ---------------------------------------------------------------------------------- | ---------------------------------------------------------------------------------- |
| 24.                                                                                | "Feedback" (Ralphi Rosario Electroshok Radio)                                      | Jerkins Daniels Emile Yasin                                                        | Darkchild D'Mile                                                                   | 3:47                                                                               |
| Tổng thời lượng:                                                                   | Tổng thời lượng:                                                                   | Tổng thời lượng:                                                                   | Tổng thời lượng:                                                                   | 61:29                                                                              |

| Discipline – Phiên bản cao cấp (DVD kèm theo) | Discipline – Phiên bản cao cấp (DVD kèm theo) | Discipline – Phiên bản cao cấp (DVD kèm theo) |
| STT                                           | Nhan đề                                       | Thời lượng                                    |
| --------------------------------------------- | --------------------------------------------- | --------------------------------------------- |
| 1.                                            | "Buổi Chụp ảnh"                               | 6:36                                          |
| 2.                                            | "Phòng thu"                                   | 2:22                                          |
| 3.                                            | "Luyện tập"                                   | 6:31                                          |
| 4.                                            | "Hậu trường thực hiện video "Feedback""       | 10:45                                         |
| 5.                                            | "Video ca nhạc cho "Feedback""                | 4:16                                          |
| Tổng thời lượng:                              | Tổng thời lượng:                              | 30:30                                         |

Ghi chú
- ^[a]  nghĩa là đồng sản xuất

Ghi chú nhạc mẫu
- "So Much Betta" chứa đoạn nhạc mẫu "Daftendirekt" performed của Daft Punk.

## Xếp hạng
| Bảng xếp hạng (2008)                     | Vị trí cao nhất |
| ---------------------------------------- | --------------- |
| Album Úc (ARIA)                          | 16              |
| Album Áo (Ö3 Austria)                    | 45              |
| Album Bỉ (Ultratop Vlaanderen)           | 46              |
| Album Bỉ (Ultratop Wallonie)             | 47              |
| Album Canada (Billboard)                 | 3               |
| Album Hà Lan (Album Top 100)             | 58              |
| Album Pháp (SNEP)                        | 58              |
| Album Đức (Offizielle Top 100)           | 38              |
| Album Ireland (IRMA)                     | 60              |
| Album Ý (FIMI)                           | 54              |
| Album Nhật Bản (Oricon)                  | 9               |
| Album New Zealand (RMNZ)                 | 35              |
| Album Na Uy (VG-lista)                   | 30              |
| Album Tây Ban Nha (PROMUSICAE)           | 51              |
| Album Thụy Điển (Sverigetopplistan)      | 54              |
| Album Thụy Sĩ (Schweizer Hitparade)      | 9               |
| Album Đài Loan (Five Music)              | 1               |
| Album Anh Quốc (OCC)                     | 63              |
| Album Anh Quốc R&B (OCC)                 | 5               |
| Album Hoa Kỳ Billboard 200               | 1               |
| Album Hoa Kỳ Top R&B/Hip-Hop (Billboard) | 1               |

| Bảng xếp hạng (2008)                      | Vị trí |
| ----------------------------------------- | ------ |
| Hoa Kỳ Billboard 200                      | 102    |
| Hoa Kỳ Top R&B/Hip-Hop Albums (Billboard) | 27     |

## Chứng nhận
| Quốc gia                                  | Chứng nhận | Số đơn vị/doanh số chứng nhận |
| ----------------------------------------- | ---------- | ----------------------------- |
| Nhật Bản (RIAJ)                           | Vàng       | 100.000^                      |
| ^ Chứng nhận dựa theo doanh số nhập hàng. |            |                               |

## Lịch sử phát hành
| Khu vực        | Ngày             | Phiên bản          | Định dạng                 | Hãng đĩa        | Ct.                  |
| -------------- | ---------------- | ------------------ | ------------------------- | --------------- | -------------------- |
| Úc             | 22 tháng 2, 2008 | Tiêu chuẩn cao cấp | CD CD+ DVD tải nhạc số LP | Universal Music | [ 26 ] [ 27 ]        |
| Đức            | 22 tháng 2, 2008 | Tiêu chuẩn cao cấp | CD CD+ DVD tải nhạc số LP | Universal Music | [ 28 ] [ 29 ]        |
| Vương quốc Anh | 25 tháng 2, 2008 | Tiêu chuẩn cao cấp | CD CD+ DVD tải nhạc số LP | Mercury         | [ 30 ] [ 31 ]        |
| Hoa Kỳ         | 26 tháng 2, 2008 | Tiêu chuẩn cao cấp | CD CD+ DVD tải nhạc số LP | Island          | [ 32 ] [ 33 ] [ 34 ] |
| Nhật Bản       | 27 tháng 2, 2008 | Tiêu chuẩn cao cấp | CD CD+ DVD tải nhạc số LP | Universal Music | [ 35 ] [ 36 ]        |